# (3657) Ermolova
(3657) Ermolova est un astéroïde de la ceinture principale. Il est nommé à l'effigie de l'actrice russe Maria Iermolova.

## Description
(3657) Ermolova est un astéroïde de la ceinture principale. Il fut découvert le 26 septembre 1978 à Naoutchnyï par Lioudmila Jouravliova. Il présente une orbite caractérisée par un demi-grand axe de 2,31 UA, une excentricité de 0,13 et une inclinaison de 5,8° par rapport à l'écliptique.

## Satellite
Le 28 septembre 2020 est annoncée la découverte d'un satellite autour de (3657) Ermolova.

## Compléments